# Кроуфорд, Изабелла
Изабелла Вэланси Кроуфорд (англ. Isabella Valancy Crawford, 25 декабря 1850, Дублин — 12 февраля 1887, Торонто) — канадская писательница и поэт ирландского происхождения.

## Биография
Родилась в Ирландии в семье врача. В 1857 году семья перебралась в Канаду. Стихи и рассказы писала с юности, начала публиковаться с 1873 года. В 1875 году умер отец Изабеллы, после этого семья жила на доходы от её публикаций. Скончалась в 1887 году в бедности.
Единственная прижизненная книга стихов Кроуфорд Old Spookses' Pass, Malcolm’s Katie, and other poems вышла в 1884 году и чрезвычайно плохо продавалась (несмотря на в целом положительные отклики критики). В начале XX века было издано ещё два сборника, которые составили ей репутацию заметной величины в канадской литературе. С 1970-х годов возобновился интерес к творчеству Кроуфорд, были изданы многие неопубликованные ранее произведения писательницы.
«Стихи поэтессы И.Кроуфорд были исполнены романтических воспоминаний о прошлом своего края, а также не менее романтического воспевания образа жизни современных ей поселенцев (поэма „Кэти Малькольм“), которое соединяется в ее произведениях с реальностью бытия в мире социальной несправедливости».